# Hadena klapperichi
Hadena klapperichi là một loài bướm đêm trong họ Noctuidae.